# SWIFT
SWIFT, Society for Worldwide Interbank Financial Telecommunication (pl. Stowarzyszenie na rzecz Światowej Międzybankowej Telekomunikacji Finansowej) – stowarzyszenie założone w 1973 roku, międzynarodowa organizacja instytucji finansowych utrzymująca sieć telekomunikacyjną służącą do wymiany informacji.
SWIFT to system płatności używany do rozliczania transakcji finansowych poprzez transfer wartości pieniężnych. Obejmuje to instytucje, instrumenty, zasady, procedury, standardy i technologie, które umożliwiają transfer. Pośredniczy w transakcjach między bankami, domami maklerskimi, giełdami i innymi instytucjami finansowymi. Wykorzystywany system komputerowy oparty na sieci SWIFTNet Link (SNL) realizuje dziennie około 14 milionów operacji (stan na grudzień 2007), głównie pomiędzy krajami europejskimi (65% transakcji). Każdy uczestnik SWIFT posiada swoje oznaczenie BIC.
Organizacja została utworzona w Brukseli przez 239 banków z 15 krajów, a jej siedziba znajduje się w La Hulpe w Belgii. W 2007 roku SWIFT zrzeszał 8332 instytucje finansowe z 208 krajów i na całym świecie zatrudniał łącznie 1890 pracowników. W 1996 roku prezesem zarządu został Yawar Shah.